# Jodłów (Międzylesie)
Jodłów (deutsch: Thanndorf) ist ein Ort in der Stadt- und Landgemeinde Międzylesie im Powiat Kłodzki der Woiwodschaft Niederschlesien in Polen. Es liegt sechs Kilometer östlich von Międzylesie (Mittelwalde).

## Geographie

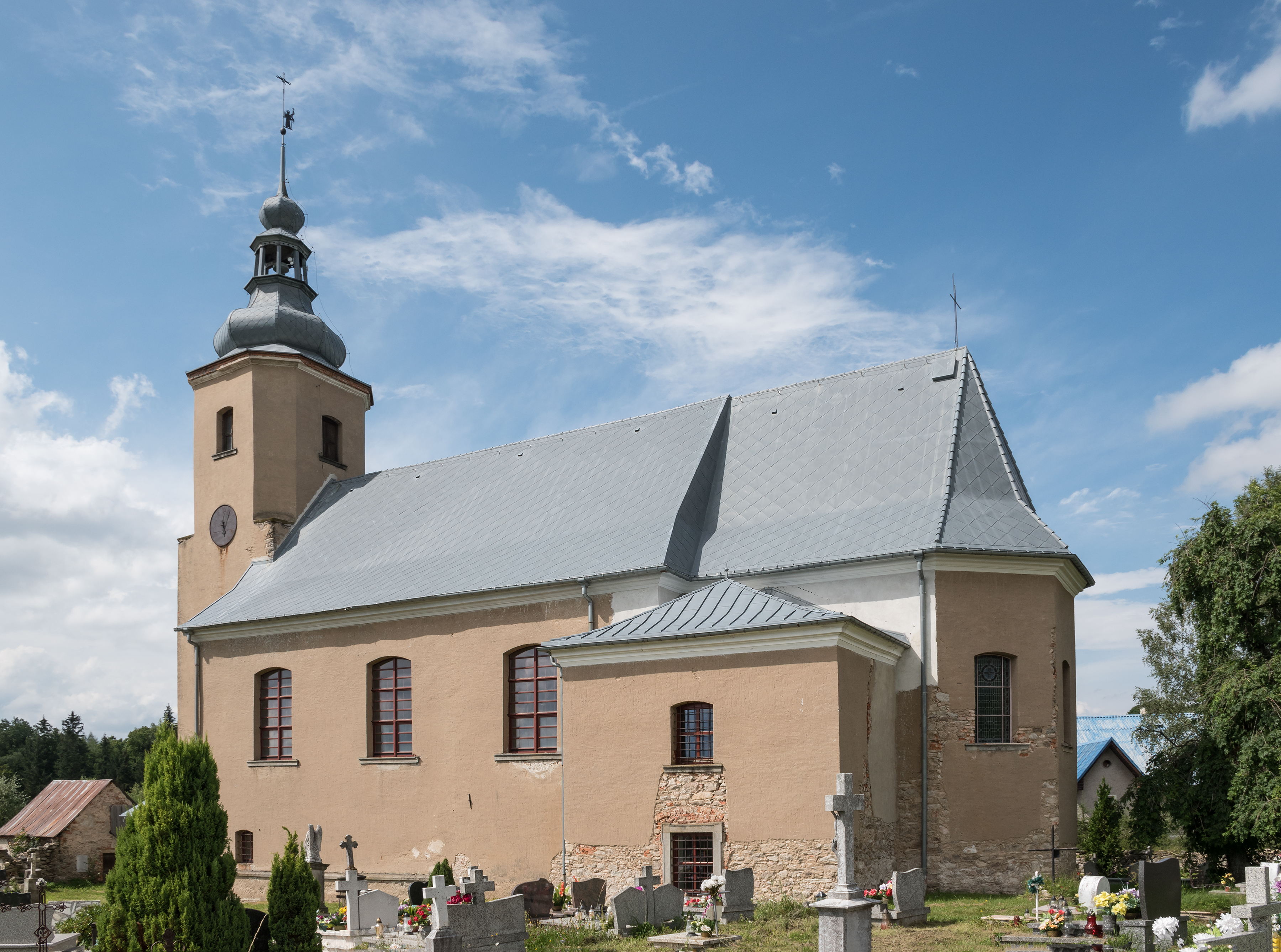
Pfarrkirche St. Johannes der Täufer

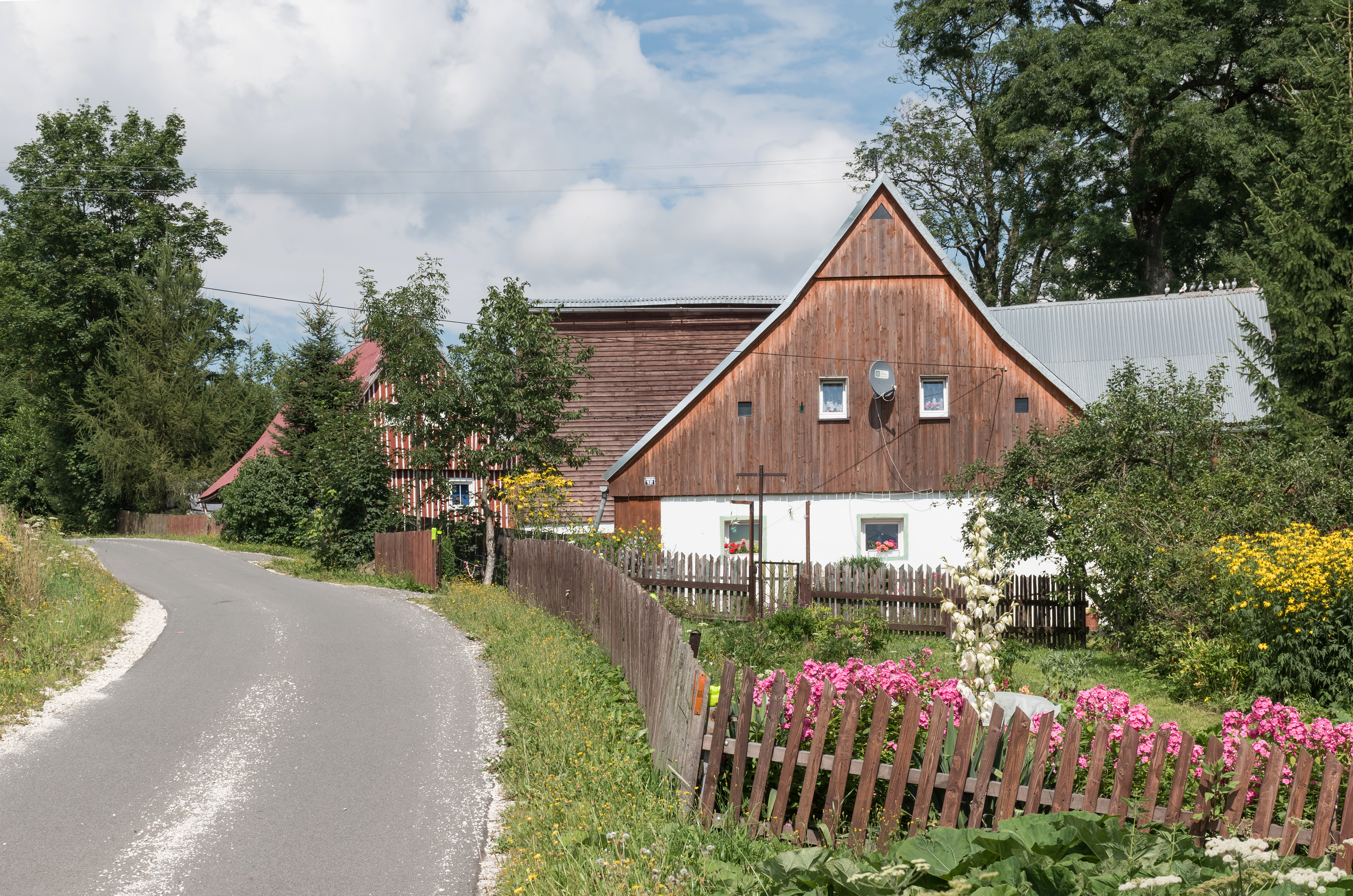
Holzhaus

Jodłów liegt im Glatzer Schneegebirge an der oberen Glatzer Neiße, die unterhalb der 1145 m hohen Klappersteine (Trójmorski Wierch) entspringt. Nachbarorte sind: Potoczek (Neißbach) im Süden, Pisary (Schreibendorf) und Boboszów (Bobischau) im Südwesten, Szklarnia (Gläsendorf) im Westen sowie Goworów (Lauterbach) und Michałowice (Michaelsthal) im Nordwesten. Nordöstlich erhebt sich der Kleine Schneeberg (Śnieżnik Mały). Über den Kamm des Gebirges verläuft die Grenze zu Tschechien.

## Geschichte
Thanndorf wurde 1575 auf ausgerodetem Forstgrund angelegt und zunächst „Tannendorf“ genannt. Es gehörte zum Habelschwerdter Distrikt in der Grafschaft Glatz, mit der es die Geschichte seiner politischen und kirchlichen Zugehörigkeit von Anfang an teilte. Es war zunächst zur Herrschaft Mittelwalde untertänig und kam nach der Erbteilung der Gebrüder von Tschirnhaus 1610 zur Herrschaft Schönfeld. Diese gelangte 1648 an Michael Ferdinand von Althann, dem bereits die Herrschaften Mittelwalde und Wölfelsdorf gehörten. Er errichtete mit Genehmigung des böhmischen Landesherrn aus den Herrschaften Schönfeld, Mittelwalde und Wölfelsdorf ein Majorat, das bis 1945 im Besitz der Familie von Althann verblieb.
Ende des 17. Jahrhunderts gruben einige Bergleute in der Nähe der Neißmühle mit wenig Erfolg nach Gold. Nach dem Ersten Schlesischen Krieg 1742 und endgültig nach dem Hubertusburger Frieden 1763 kam Thanndorf zusammen mit der Grafschaft Glatz an Preußen. Für Anfang des 19. Jahrhunderts sind nachgewiesen: Eine Filialkirche, ein Pfarrhaus, ein Schulgebäude, eine Erbschölzerei, zwei Wassermehlmühlen, 37 Bauern sowie 106 Gärtner-, Häusler- und andere Stellen. Die Einwohnerzahl betrug 658.
Nach der Neugliederung Preußens gehörte Thanndorf seit 1815 zur Provinz Schlesien und war zunächst dem Landkreis Glatz eingegliedert. Zum 24. Januar 1818 erfolgte die Umgliederung in den Landkreis Habelschwerdt, mit dem es bis 1945 verbunden blieb. Ab der Mitte des 19. Jahrhunderts entwickelte sich Thanndorf zu einem Erholungsort. 1939 wurden 498 Einwohner gezählt.
Als Folge des Zweiten Weltkriegs fiel Thanndorf 1945 mit dem größten Teil Schlesiens an Polen. Nachfolgend wurde es in Jodłów' umbenannt. Die deutsche Bevölkerung wurde vertrieben. Die neu angesiedelten Bewohner waren teilweise Zwangsumgesiedelte aus Ostpolen, das an die Sowjetunion gefallen war. 1975–1998 gehörte es zur Woiwodschaft Wałbrzych (Waldenburg).

### Kirchliche Zugehörigkeit
Thanndorf verfügte zunächst über keine eigene Kirche und war nach Schönfeld eingepfarrt. Um 1590 errichteten die damals lutherischen Einwohner von Thanndorf und Neißbach mit Erlaubnis des Grundherren eine Kirche aus Holz. Nach der Rückeroberung der Grafschaft Glatz durch die Kaiserlichen kehrten die Einwohner zum katholischen Glauben zurück, und Thanndorf wurde eine Filiale der Pfarrkirche von Mittelwalde. Nach Wiedererrichtung der Pfarrei Schönfeld 1637 kam Thanndorf (zusammen mit Lauterbach und Neundorf) wiederum als Filiale dorthin. An der Stelle der Holzkirche wurde ein Gotteshaus aus Stein errichtet. Wegen der großen Entfernung nach Schönfeld erhielt Thanndorf 1754 einen Kaplan. Zwei Jahre später wurde eine größere Kirche erbaut, zu der auch die Dörfer Alt- und Neuneißbach gewidmet waren. Ab 1911 wurde Thanndorf selbständige Pfarrei, zu der auch Neißbach und ein Anteil von Neundorf gehörten. Heute gehören auch die ehemals nach Mittelwalde gepfarrten Filialkirchen Boboszów und Pisary zur Pfarrei Jodłów.

## Sehenswürdigkeiten
Die Pfarrkirche St. Johannes der Täufer wurde 1756 im Stil des Barock erbaut. Es ist ein Langhaus mit Stichkappentonne und dreiseitig geschlossenem Chor mit Kreuzgratgewölbe. Die stilgleiche Ausstattung stammt aus der zweiten Hälfte des 18. Jahrhunderts. Die Skulpturen der hll. Anna, Zacharias, Maria und Joseph schuf um 1756 Michael Klahr der Jüngere. Der Hochaltar wurde um 1895 von Aloys Schmidt aus Bad Landeck neu gestaltet. Das Deckengemälde schuf 1908/09 Ludwig Richter aus Landeck. Das Gebäude steht unter Denkmalschutz.